# 東南區 (天安市)

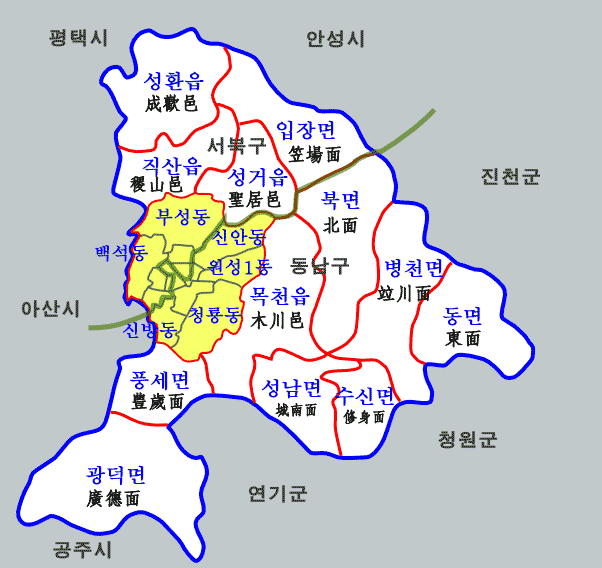
東南區行政區劃

東南區（：／ Dongnam gu */?），是現時大韓民國天安市的一個区。現時管有1個邑、7個面、9個行政洞（19個法定洞），面積合共438.56平方公里。人口有256645人。

## 外部連結
- 官方网站